# Wielki Lubień
Wielki Lubień – wieś w Polsce położona w województwie kujawsko-pomorskim, w powiecie świeckim, w gminie Dragacz.

## Podział administracyjny i demografia

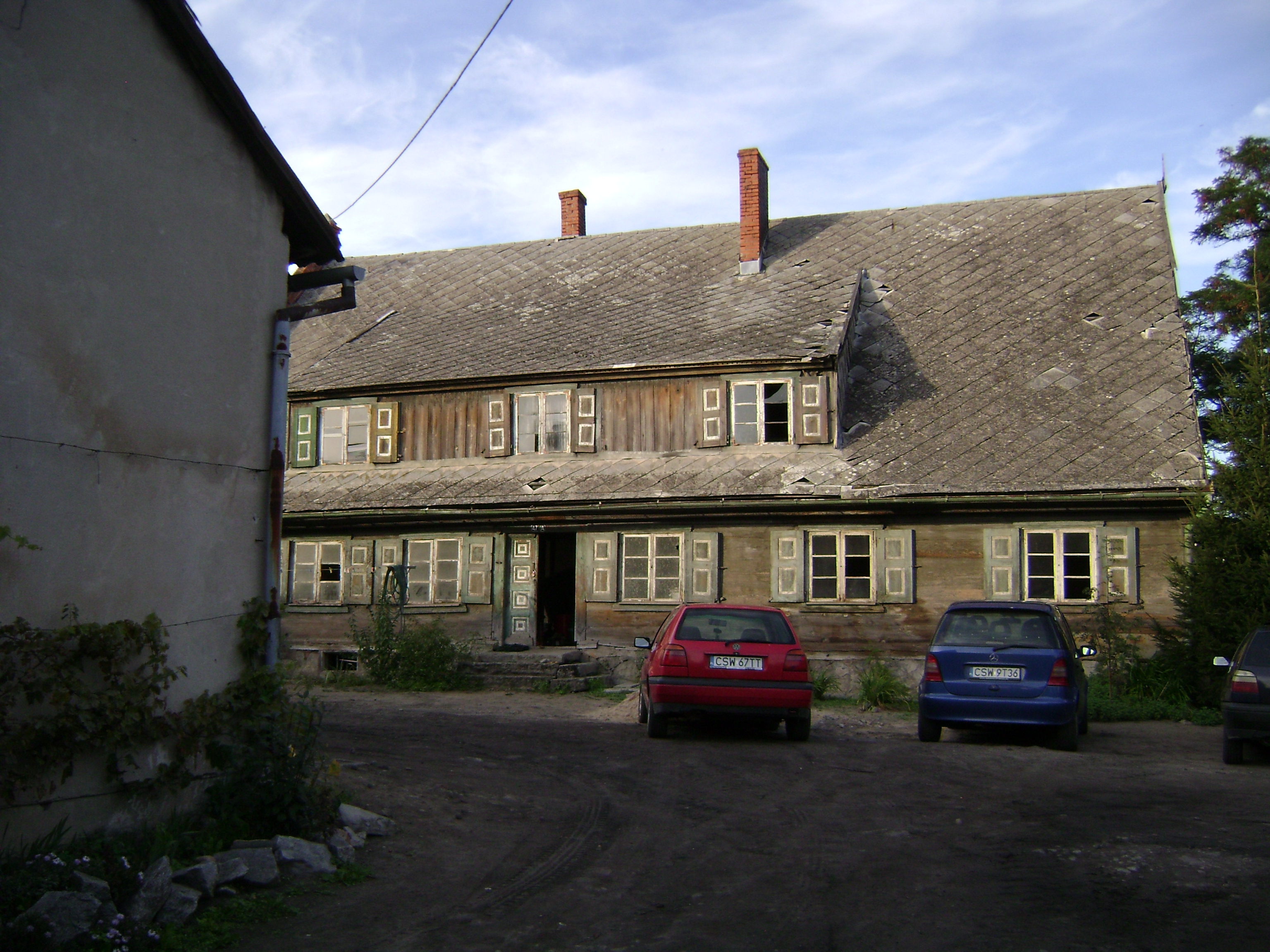
Chata drewniana nr 47a/49

W latach 1975–1998 miejscowość administracyjnie należała do województwa bydgoskiego. Według Narodowego Spisu Powszechnego (III 2011 r.) liczyła 441 mieszkańców. Jest piątą co do wielkości miejscowością gminy Dragacz.

## Mennonici
W 1591 roku w miejscowości osiedlili się mennonici. Mieli oni za zadanie zagospodarować obszary w dolinie Wisły, która dotąd często była zalewana przez rzekę. Osiedlali się oni na tych ziemiach na prawie holenderskim. Oznacza to, że mogli oni czerpać zyski z tytułu dzierżawy, ale bez prawa do własności ziemi i bez możliwości nabycia jej przez zasiedzenie.

## Zabytki

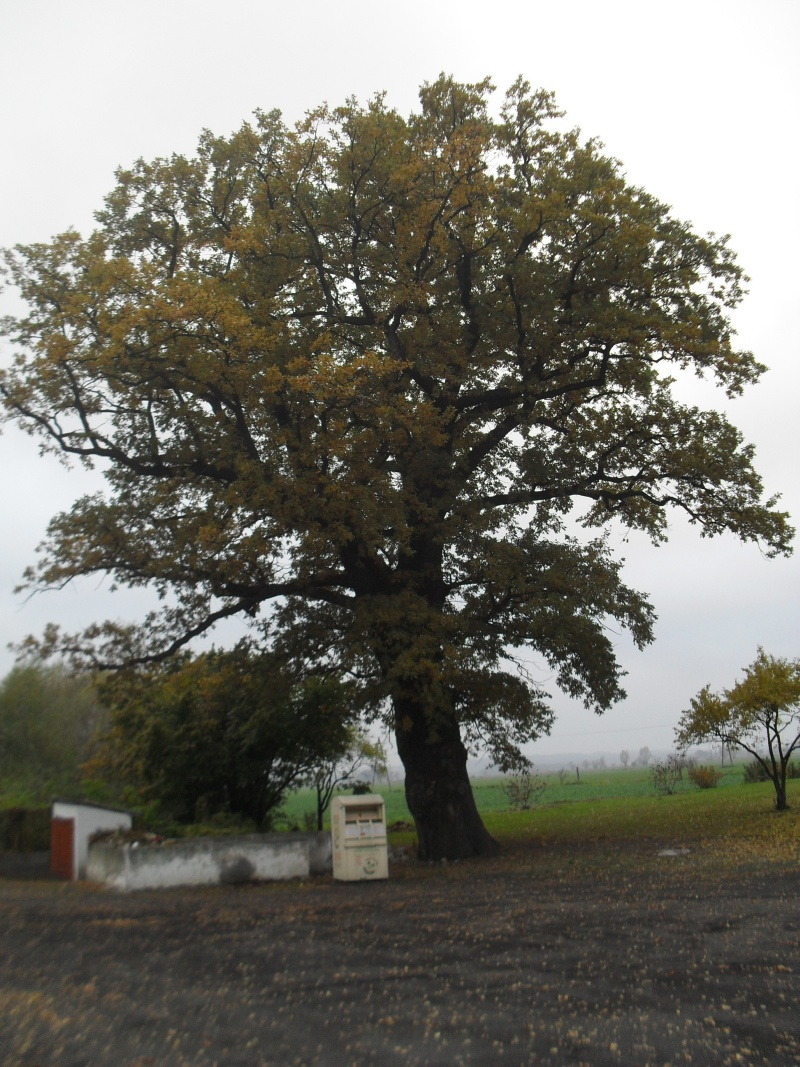
Dąb szypułkowy

Według rejestru zabytków NID na listę zabytków wpisane są:
- kościół parafialny pw. św. Jakuba Apostoła, rok 1680, połowa XIX w., nr rej.: A/39 z 1.10.2001
- chata nr 4, drewniana, około roku 1750, nr rej.: 333 z 21.02.1956
- chata nr 5, drewniana, rok 1830, nr rej.: 335 z 21.02.1956
- chata nr 6, drewniana, rok 1820, nr rej.: 336 z 21.02.1956
- chata nr 21, drewniana, 2. połowa XVIII w., nr rej.: 338 z 28.02.1956
- chata nr 47a/49 (dawniej: nr 9, 17/18), drewniana, nr rej.: 337 z 28.02.1956

Parafia wzmiankowana w 1398 roku. Obecny kościół zbudowany został około 1680 roku bez wyraźnych cech stylowych, orientowany, z cegły, otynkowany. Posiada jedną nawę z kruchtą, wystrój wnętrza – barokowy.
Zabytkowe domy wybudowano w typie budownictwa holenderskiego na Żuławach Wiślanych z przełomu XVIII i XIX wieku, w większości na podmurówkach z kamienia polnego.
Na cmentarzu znajduje się grób nieznanych żołnierzy poległych w 1939 roku.

## Wał przeciwpowodziowy
W marcu 1858 roku woda zalała prawie całą wieś. Kilka lat później zaczęto budowę wału przeciwpowodziowego. W ostatnich latach wał został rozbudowany i naprawiono usterki.

## Sport
We wsi istnieje amatorski klub piłkarski Zryw (zał. w roku 1948), w którego skład wchodzą m.in. rolnicy, ogrodnicy i mieszkańcy wsi. Od sezonu 2002/2003 drużyna gra w B-klasie (potocznie nazywanej ósmą ligą). Zespół na krótko (tylko jeden sezon: 2012/2013) awansował do A-klasy.

## Ochrona przyrody
Przy kościele rośnie lipa drobnolistna o obwodzie 400 cm, a w ogrodzie plebanii dąb szypułkowy o obwodzie 530 cm. Oba drzewa uznano za pomniki przyrody w 1991 roku.